# Музей шахової слави (Еліста)
Музей шахової слави — шаховий музей, що знаходиться на території Сіті-Чесс у Палаці шахів, м. Еліста (Калмикія). Музей названий на честь 8-го чемпіона світу з шахів Михайла Таля.

## Історія
Музей шахової слави створений за ініціативою та безпосередньою участю Президента Міжнародної шахової федерації ФІДЕ і першого президента Республіки Калмикія Кірсана Ілюмжинова. Урочисте відкриття музею відбулося 5 вересня 2001 року.
Експозиція музею складається з двох відділів. У першому відділі розташовуються експонати різних шахових турнірів, більшість з яких були подаровані Кірсаном Ілюмжиновим. У другому відділі знаходяться музейні експонати, що представляють собою нагороди, сувеніри та особисті речі чемпіона з шахів Михайла Таля з його ризької квартири. Після смерті Михайла Таля весь його архів був викуплений Кірсаном Ілюмжиновим і переданий музею.
В даний час фонд Музею шахової слави має близько 3,5 тисяч одиниць зберігання, з яких близько 3 тисяч одиниць складає фонд Михайла Таля.

## Деякі експонати
- Золота статуетка Першого міжнародного чемпіонату з шахів «Людина проти машини», що проходив в 2006 році.

## Галерея

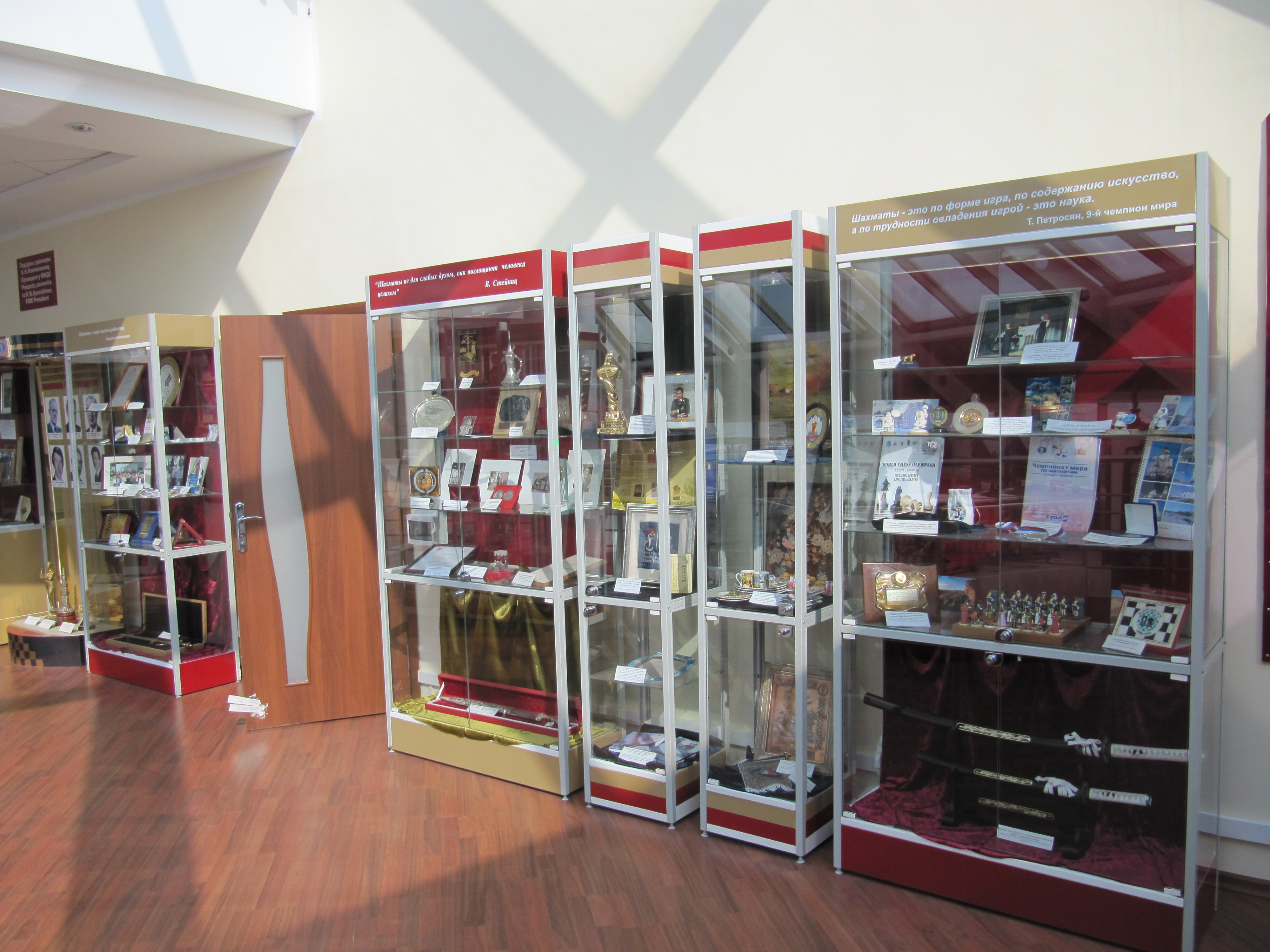
Експозиція музею
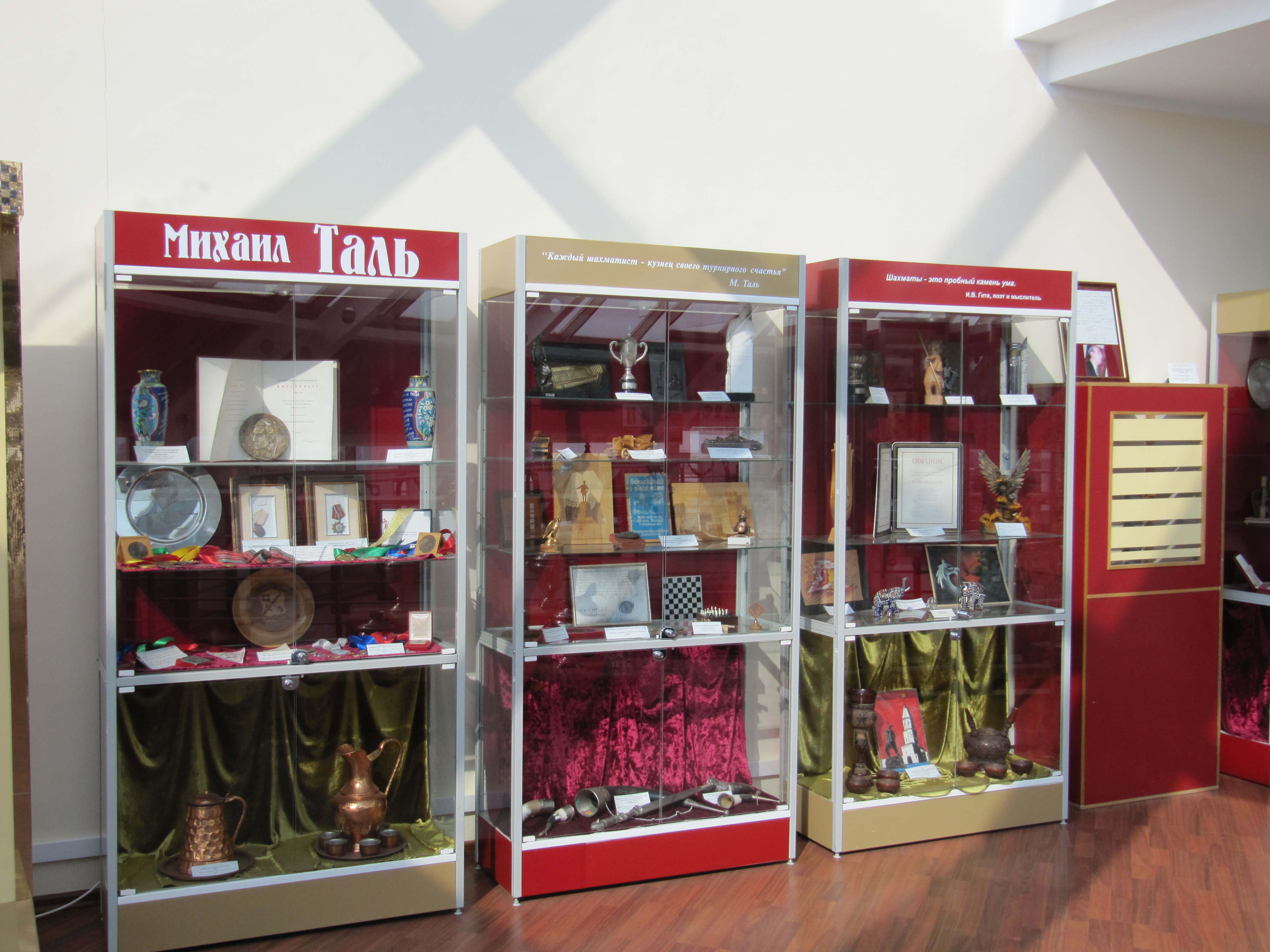
Експозиція музею
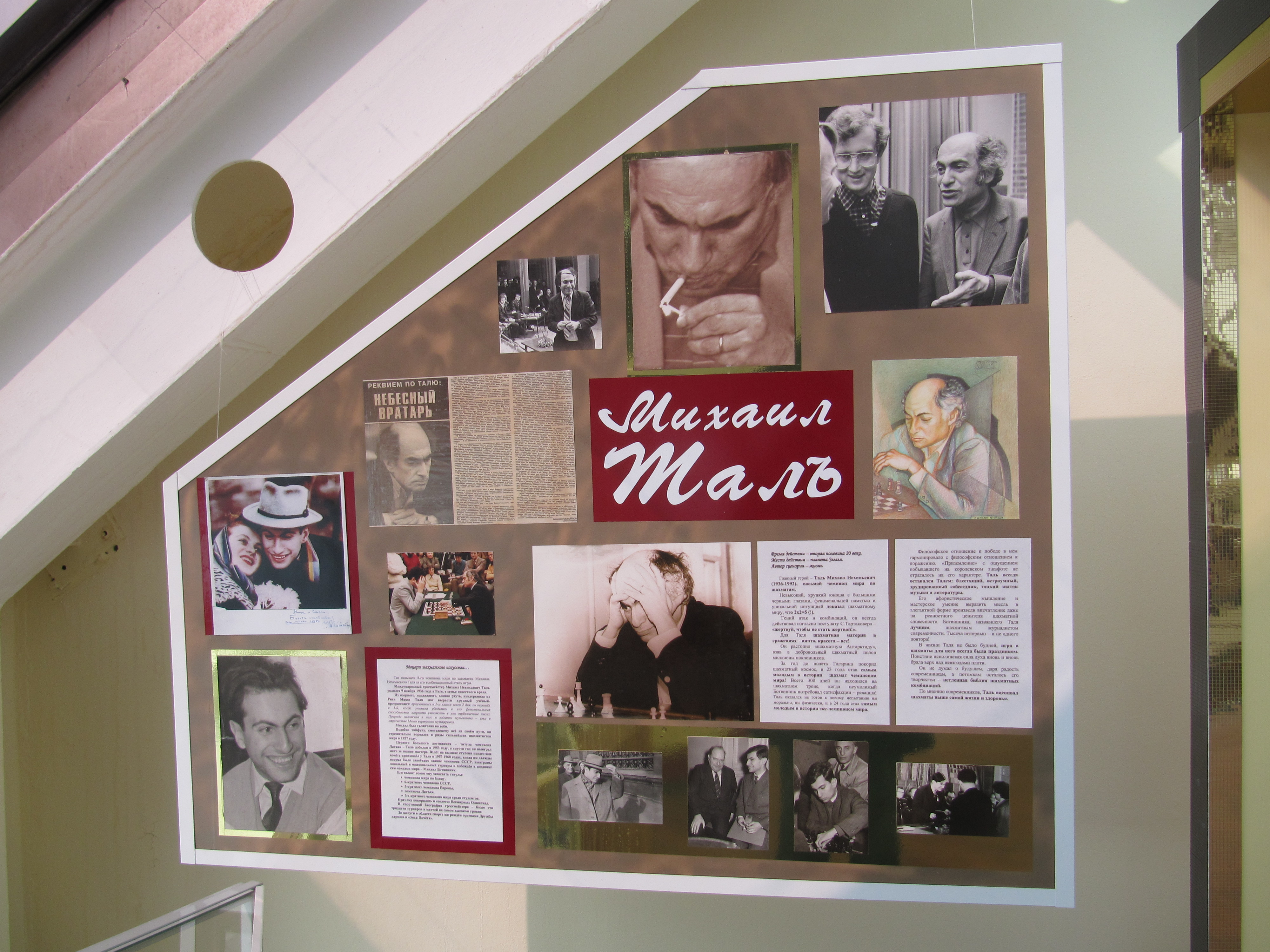
Експозиція музею
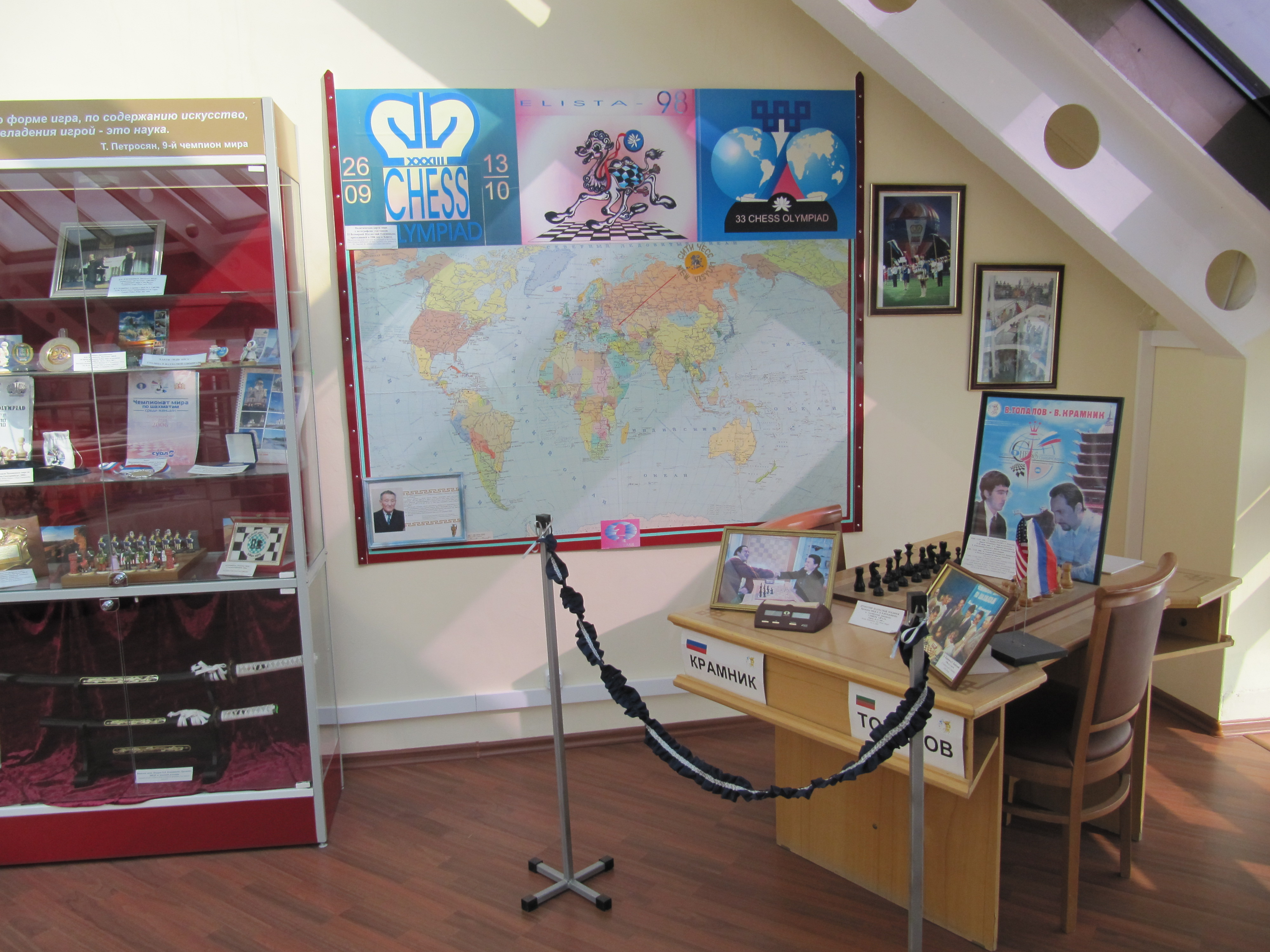
Експозиція музею
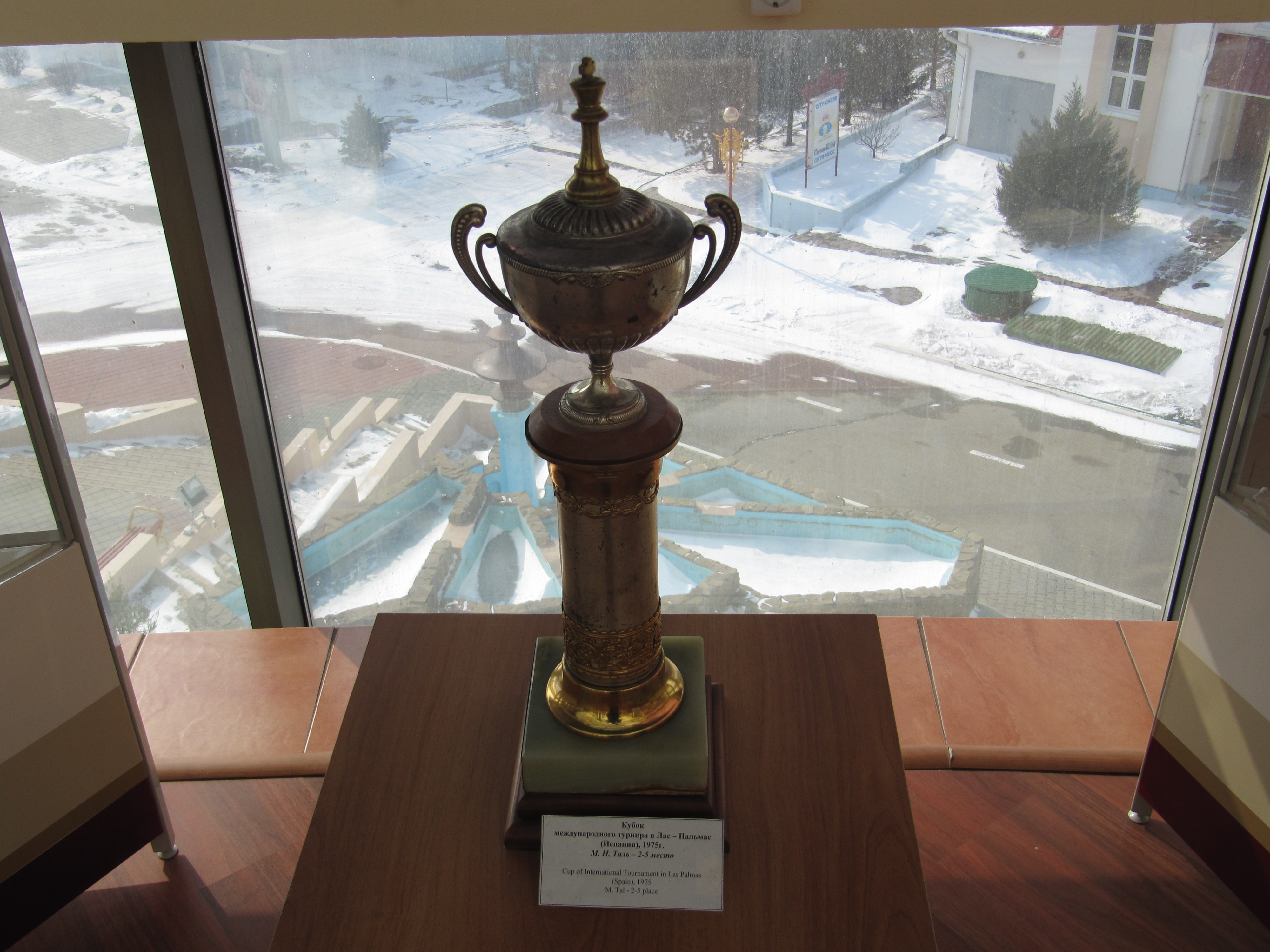
Кубок міжнародного турніру у Лас-Пальмас, Іспанія, 1975 р., М. Таль - 2-5 місце.
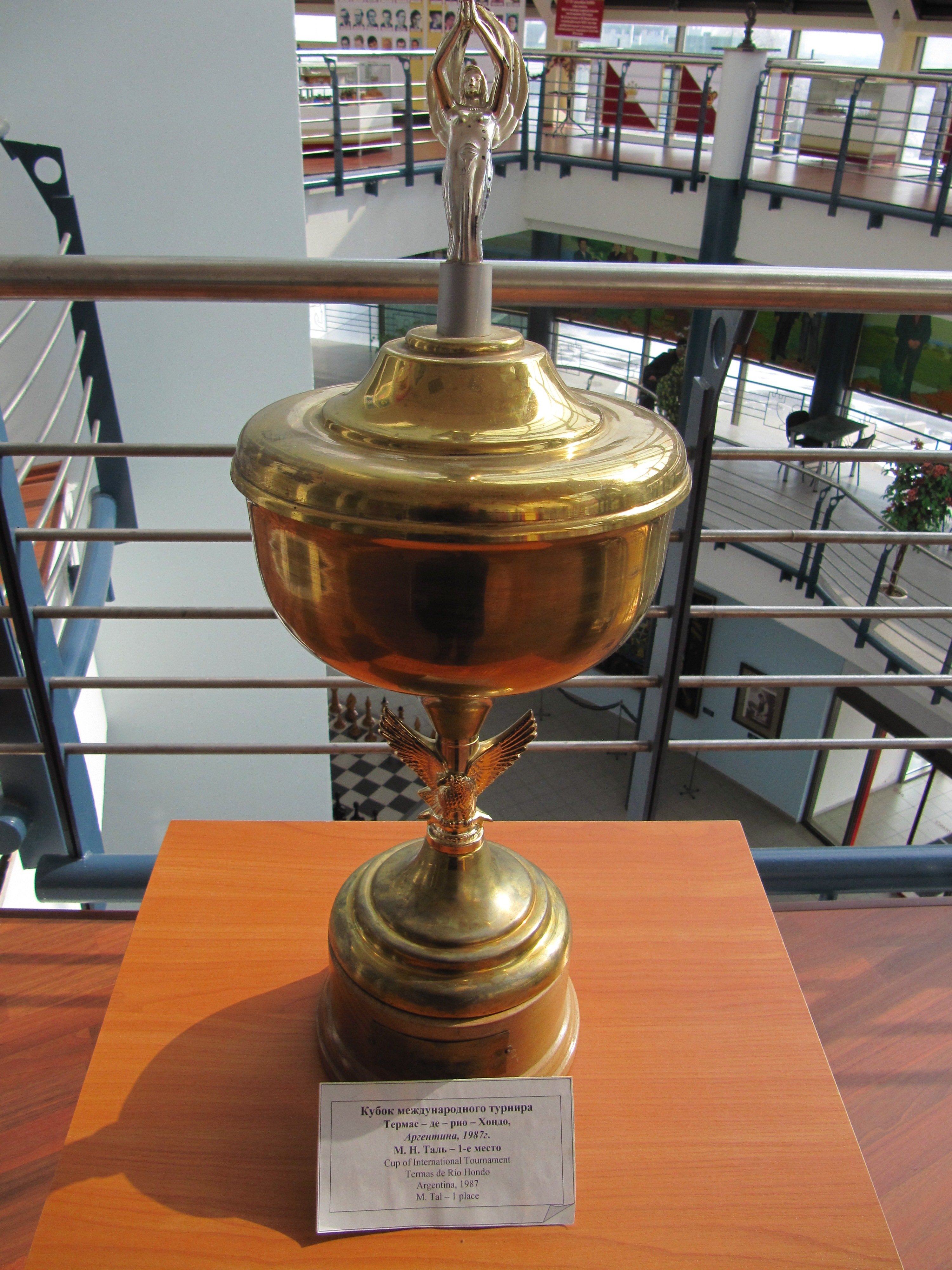
Кубок міжнародного турніру у Термас-де-Ріо-Ондо, Аргентина, 1987 р., Михайло Таль - 1 місце.
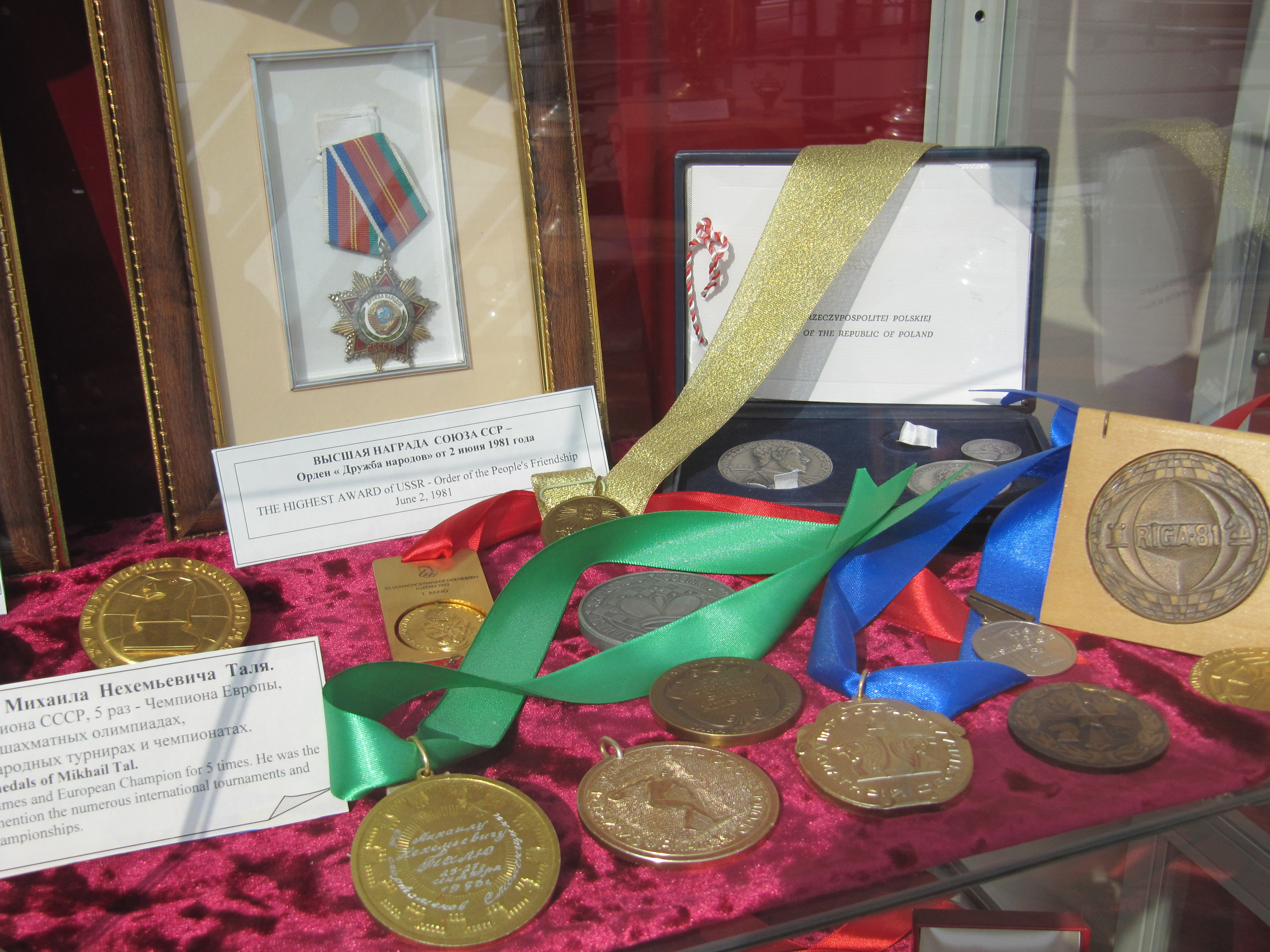
Нагороди Михайла Таля
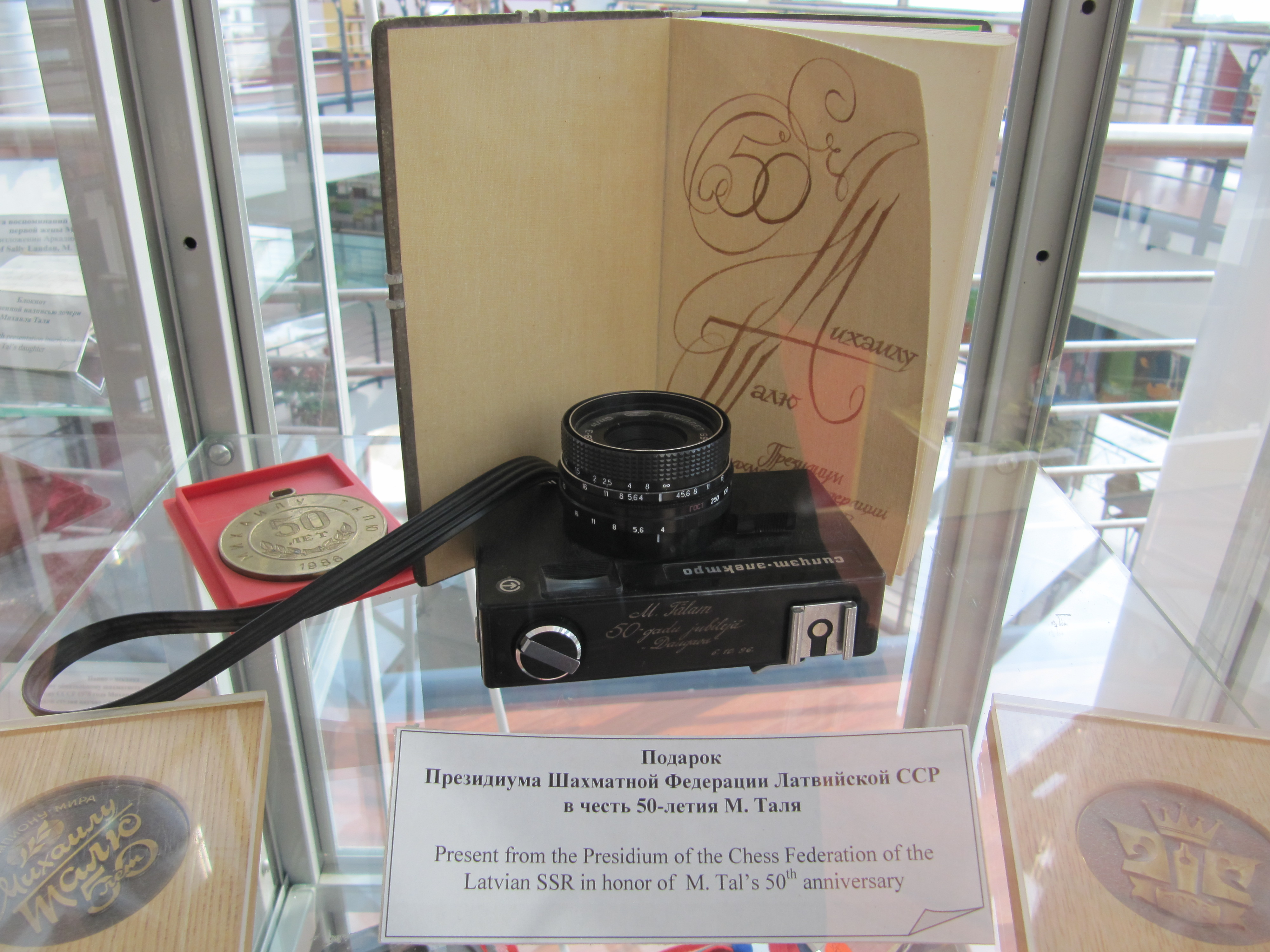
Подарунок Президії шахової федерації Латвійської РСР на честь 50-річчя Михайла Таля
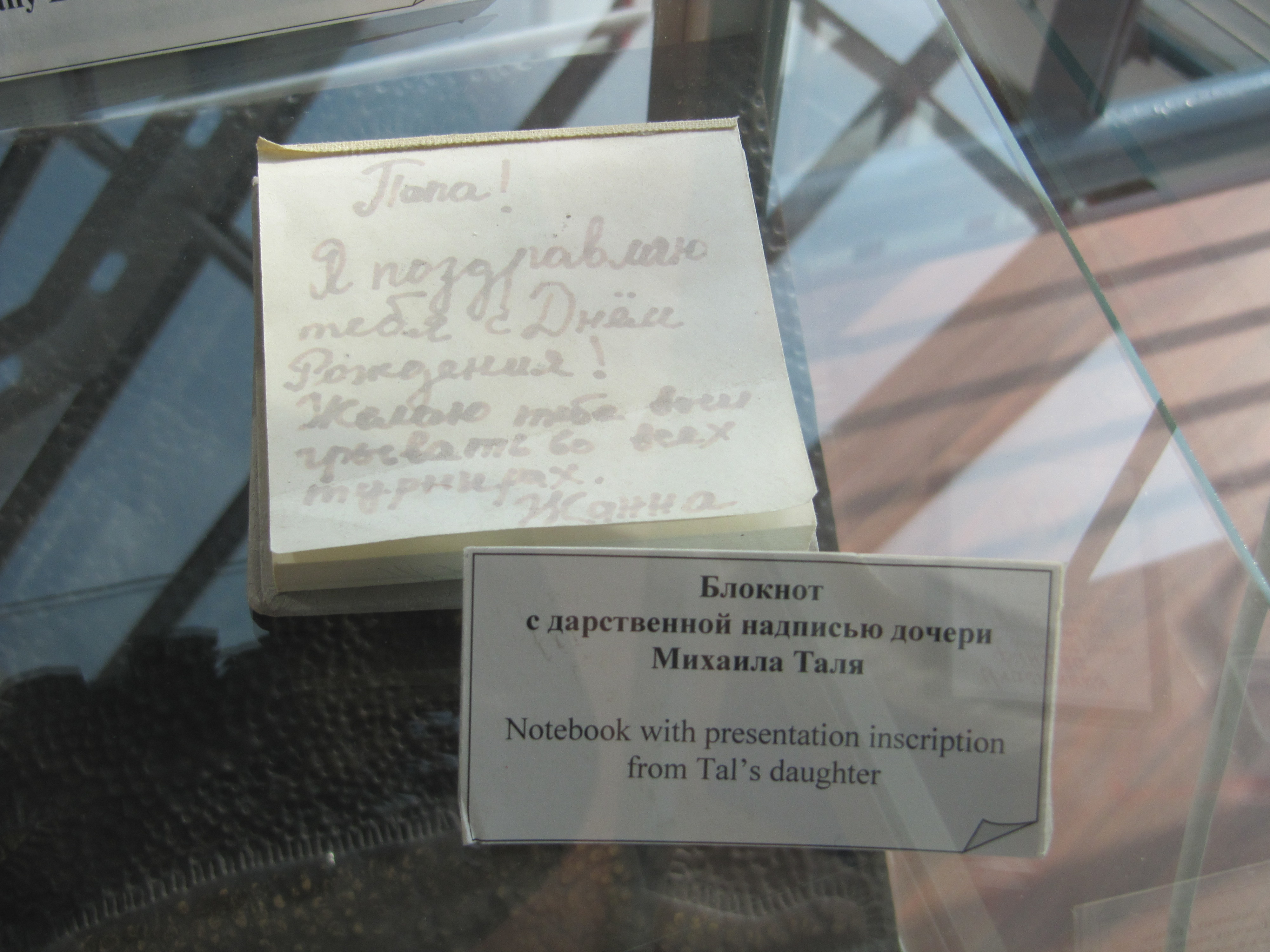
Дарчий напис дочки Михайла Таля